# Michael R. Gottfredson
Michael R. Gottfredson är en amerikansk kriminolog och sociolog (högerrealist). Gottfredson tog doktorsexamen i sociologi 1976 med avhandlingen The classification of crimes and victims, vid State University of New York, School of Criminal Justice i Albany. Han arbetade därefter vid olika lärosäten, bland annat University of Illinois i Urbana och University of Arizona (1985). Idag är han verksam vid University of California där han är provost och professor i kriminologi, Law & Society och sociologi.
Han är Fellow vid American Society of Criminology, och har fått flera utmärkelser för sina bidrag till den kriminologiska forskningen. År 2001 fick han Paul Tappan Award som delas ut av Western Society of Criminology för "outstanding contributions to criminology" och Richard McGee Award (2003) som delas ut av American Justice Institute för "outstanding contributions to crime and delinquency theory".

## Forskning
Gottfredson är en av de mer inflytelserika kriminologerna i världen och hans forskning är främst inom teorier om brott och brottslighet och det straffrättsliga systemet. Han har tillsammans med Travis Hirschi skrivit många vetenskapliga publikationer.

### Teorin om självkontroll
Tillsammans med Travis Hirschi skrev Gottfredson boken A General Theory of Crime (svenska: En allmän teori om brottslighet) och tillhör gruppen av teorier som gör anspråk på att förklara brottsligheten i sin helhet. Teorin om självkontroll bygger på idén om låg självkontroll vilket leder till kriminalitet. Människor med låg självkontroll antas vara impulsiva, känslolösa och risktagande, styrd av sina beteendestruktur med ett överordnat behov av omedelbar tillfredsställelse. Dessa personer lever ofta utsvävande liv med många avvikande och antisociala beteenden, såsom omfattande rökning, stort alkoholintag, drogmissbruk, spelmissbruk och sexuell promiskuitet. Dessa personlighetsdrag antas vara varaktiga över en hel livscykel.

### Mottagande
Teorin om självkontroll har å andra sidan mött på hård kritik eftersom teorin starkt postulerar en kontinuitet i den kriminella karriären och har i bland annat den biten blivit motbevisad. Teorin har även problem med att förklara alla områden av brottsligheten, såsom ekonomisk brottslighet.

## Publikationer i urval

### Böcker
- Chester L. Britt och Michael R. Gottfredson (2003). Control Theories of Crime and Delinquency. New Brunswick: Transaction Books.
- Travis Hirschi och Michael R. Gottfredson (1994). The Generality of Deviance. New Brunswick, New Jersey. Rutgers, The state University of New Jersey: Transaction Books.
- John Goldkamp (red), Michael R. Gottfredson, Peter Jones och Doris Weiland (1995). Personal Liberty and Community Safety: Pretrial Release in the Criminal Courts. New York: Plenum.
- Travis Hirschi och Michael R. Gottfredson (1990). A General Theory of Crime. Stanford California: Stanford University Press.
- Michael R. Gottfredson och Don Gottfredson (1988). Decision-making in Criminal Justice: Toward the Rational Exercise of Discretion. New York: Plenum.
- John Goldkamp (red), Michael R. Gottfredson (1985). Policy Guidelines for Bail: An Experiment in Court Reform. Philadelphia: Temple University Press.
- Michael J. Hindelang, Michael R. Gottfredson, James Garofalo (1978). Victims of Personal Crime: An Empirical Foundation for a Theory of Personal Victimization. Cambridge, Mass.: Ballinger Press.

### Artiklar
- Michael R. Gottfredson och Travis Hirschi (2001). "Self-Control Theory", i Explaining Crime and Criminals. R. Patenoster (red). Roxbury.
- Michael R. Gottfredson och Travis Hirschi (2001). "In Defense of Self-Control", i Theoretical Criminology.
- Michael R. Gottfredson och Travis Hirschi (1995). "Control Theory and the Life-Course Perspective", i Studies on Crime and Crime Prevention, 4(2): sid. 131-142.
- Michael R. Gottfredson och Travis Hirschi (1995). "National Crime Policy.", i Society, 32(2): sid. 30-36.
- Michael R. Gottfredson och Michael Polakowski (1996). "The Use of Prisons as a Commons Problem: An Exploratory Study", i Journal of Research and Crime and Delinquency, 3(1): sid. 70-93
- Michael R. Gottfredson och Michael Polakowski (1995). "Determinants and Prevention of Criminal Behavior", i Psychology for Policing. Neil Brewer (red). New York: Erlbaum.